# Eupelykozaury
Eupelykozaury (Eupelycosauria) – takson w obrębie rzędu pelykozaurów.
Eupelycosauria wyróżnił i nazwał Kemp (1982); w jego klasyfikacji eupelykozaury były gradem w randze podrzędu obejmującym rodziny Varanopidae, Ophiacodontidae i Sphenacodontidae. Reisz (1986) utrzymał Eupelycosauria w randze podrzędu, zaliczając do nich dodatkowo rodzinę Edaphosauridae. Część późniejszych autorów przedefiniowała Eupelycosauria, zaliczając do nich dodatkowo terapsydy (w tym ssaki); tak definiowane Eupelycosauria są kladem obejmującym większość synapsydów (tak np. Reisz, Berman i Scott, 1992; Berman, Sumida i Lombard, 1997). Pierwsze eupelykozaury pojawiły się pod koniec karbonu (wczesny pensylwan; np. rodzaj Archaeothyris, a być może także jeszcze wcześniejszy Protoclepsydrops) i reprezentowały zaledwie jeden z wielu etapów upodabniania się do ssaków. Synapomorfiami odróżniającymi je od Caseasauria (również pelykozaurów) były proporcje poszczególnych kości czaszki.
Caseasauria generalnie są klasyfikowane jako grupa siostrzana do kladu obejmującego wszystkie pozostałe synapsydy. Z badań Bensona (2012) wynika jednak, że taka ich pozycja filogenetyczna (i tym samym istnienie tradycyjnie rozumianych Eupelycosauria) jest niepewna. Analiza kladystyczna uwzględniająca tylko cechy budowy czaszki potwierdziła, że Caseasauria były najbardziej bazalnymi synapsydami; natomiast z analizy uwzględniającej tylko cechy budowy szkieletu pozaczaszkowego oraz analizy uwzględniającej cechy zarówno czaszki, jak i szkieletu pozaczaszkowego, wynikło, że najbardziej bazalny był klad obejmujący rodziny Varanopidae i Ophiacodontidae. Benson zwrócił uwagę, że w budowie szkieletu pozaczaszkowego synapsydów z rodzin Caseidae i Edaphosauridae występują podobieństwa, które mogą wpływać na wynik analiz kladystycznych. Nie był jednak pewien, czy podobieństwa te istotnie wynikają z pokrewieństwa tych rodzin, czy też są jedynie skutkiem przystosowania się przedstawicieli obu tych rodzin do roślinożerności. Według Bensona wątpliwość tę mogłyby wyjaśnić szkielety pozaczaszkowe przedstawicieli Caseasauria innych niż Caseidae, ale ci byli wówczas znani wyłącznie z czaszek. Późniejsze analizy Brocklehursta, Fröbischa i Reisza (2014) oraz Brocklehursta i współpracowników (2016), w której uwzględnieni zostali dwaj wcześni przedstawiciele Caseasauria, u których znane są również kości szkieletu pozaczaszkowego (tj. należący do Caseidae Eocasea oraz należący do Eothyrididae Vaughnictis smithae), potwierdziły, że Caseasauria są siostrzane do kladu obejmującego wszystkie pozostałe synapsydy, tj. do eupelykozaurów.

## Ewolucja
Większość eupelykozaurów nienależących do terapsydów była dominującymi zwierzętami lądowymi od późnego karbonu do końca wczesnego permu. Ofiakodonty były pospolite odkąd się pojawiły – od pensylwanu do wczesnego permu – lecz stopniowo ich rozmiary zmniejszały się. Zróżnicowane pod względem wielkości Edaphosauridae i Caseidae były głównymi roślinożercami wczesnego permu. Najlepiej poznanym edafozaurydem jest osiągający 3 m długości Edaphosaurus, cechujący się wysokim żaglem rozpiętym na wyrostkach kolczystych kręgosłupa, służącym prawdopodobnie do regulacji ciepłoty ciała. Rodzina Sphenacodontidae obejmowała drapieżne eupelykozaury, m.in. dimetrodona, również mającego charakterystyczny żagiel na grzbiecie i będącego największym lądowym drapieżnikiem swoich czasów. Przedstawiciele rodziny Varanopseidae przypominali żyjące dziś warany i być może prowadzili podobny tryb życia.
Terapsydy wykształciły się z form blisko spokrewnionych ze Sphenacodontidae. Stały się dominującymi lądowymi zwierzętami przez resztę permu i dużą część triasu, a także dały początek ssakom. Wszystkie nienależące do terapsydów eupelykozaury wyginęły podczas wymierania permskiego.

## Filogeneza
Kladogram synapsydów z zaznaczeniem pozycji Eupelycosauria
```
Synapsida

|--
Caseasauria

`--
Eupelycosauria

   |--
Varanopseidae

   `--+--
Ophiacodontidae

      `--+--
Edaphosauridae

         `--
Sphenacodontia

            |--
Sphenacodontidae

            `--
Therapsida
```